# Ljubomyr Dmyterko
Ljubomyr Dmytrowytsch Dmyterko (* 18. März 1911 in Wynnyky, Galizien, Österreich-Ungarn; † 2. Oktober 1985 in Kiew, Ukrainische SSR) war ein ukrainischer Schriftsteller, Dichter, Romancier, Dramatiker, Essayist, Drehbuchautor und Übersetzer.

## Leben
Ljubomyr Dmyterko kam als Sohn einer Lehrerfamilie in Wynnyky in der heute ukrainischen Oblast Lwiw zur Welt.
Ab 1928 studierte er am Bildungsinstitut in Kamjanez-Podilskyj und zwischen 1930 und 1932 besuchte er am Kiewer Filminstitut Kurse für Drehbuchschreiben.
Sein erstes Buch veröffentlichte er 1928 und seine erste Gedichtsammlung 1930. Dmyterko schrieb im Stil des Sozialistischen Realismus hauptsächlich über das Heldentum des Volkes, die sozialistische Arbeit, den Kampf für Frieden und gegen die Unterdrückung des Imperialismus.
Er war Mitglied der Autorengruppe „Westliche Ukraine“ (Західна Україна) und ab 1943 Parteimitglied der KPdSU (B).
Dmyterko arbeitete als Redakteur am Kiewer Filmstudio und war ab 1962 Chefredakteur der Zeitschrift „Heimat“ (Вітчизна).
1979 erhielt er mit dem Taras-Schewtschenko-Preis den Staatspreises der Ukrainischen SSR.
Dmyterko lebte in Kiew und starb dort 74-jährig. Man bestattete ihn auf dem Baikowe-Friedhof in Kiew.